# Ensen
Ensen är en sjö i Rättviks kommun i Dalarna och ingår i Dalälvens huvudavrinningsområde. Sjön är 11 meter djup, har en yta på 0,79 kvadratkilometer och befinner sig 192 meter över havet. Sjön avvattnas av vattendraget Enån.
Vattnet till Ensen kommer bland annat från den beryktade Styggforsån.
Från Ensen rinner vattnet vidare genom Enskvarns kvarndamm, vidare till Båtstjärn, Brunnarna, genom Vinterå och flyter sedan samman med Draggån. Därmed bildas själva Enån, som så småningom passerar Rättvik på sin väg ut i Siljan.

## Delavrinningsområde
Ensen ingår i delavrinningsområde (675994-146766) som SMHI kallar för Utloppet av Ensen. Medelhöjden är 197 meter över havet och ytan är 1,98 kvadratkilometer. Räknas de 3 avrinningsområdena uppströms in blir den ackumulerade arean 41,07 kvadratkilometer. Enån som avvattnar avrinningsområdet har biflödesordning 2, vilket innebär att vattnet flödar genom totalt 2 vattendrag innan det når havet efter 306 kilometer. Avrinningsområdet består mestadels av skog (51 procent). Avrinningsområdet har 0,79 kvadratkilometer vattenytor vilket ger det en sjöprocent på 39,9 procent.